# إشتفان كوزما
إشتفان كوزما (بالمجرية: Kozma István)‏ هو مصارع رياضي مجري، ولد في 27 نوفمبر 1939 في بودابست في المجر، وتوفي بنفس المكان في 9 أبريل 1970 بسبب حادث مرور.

## وصلات خارجية
- إشتفان كوزما على موقع قاعدة بيانات المصارعة الدولية (الإنجليزية)
- إشتفان كوزما على موقع اللجنة الأولمبية الدولية (الإنجليزية)
- إشتفان كوزما على موقع أوليمبيديا (الإنجليزية)
- إشتفان كوزما على موقع اللجنة الأولمبية المجرية (الهنغارية)